# Al Haig
Allan Warren (Al) Haig (Newark, 22 luglio 1924 – New York, 16 novembre 1982) è stato un pianista statunitense del genere jazz, e uno dei pionieri del bebop.

## Biografia
Haig, che era bianco, fu avviato fin da bambino alla musica. Nel corso dei suoi studi imparò a suonare il pianoforte, l'arpa, il clarinetto e il sassofono. Tra il 1942 e il 1944, richiamato nell'esercito, suonò il piano in un'orchestra militare e il sassofono in una banda, iniziando anche ad interessarsi al jazz, ascoltando le registrazioni di Teddy Wilson, Mel Powell e Billy Kyle. Nel 1944 debuttò a Boston: si spostò poi a New York, sulla Cinquantaduesima strada al seguito di Tiny Grimes. Assunto da Charlie Parker e Dizzy Gillespie, nel 1945 suona in registrazioni storiche tra le quali: Hot House, Salt Peanuts, Lover Man, Shaw Nuff. Subito dopo entrò nell'orchestra di Charlie Barnet.
Alla fine del 1945 è nel sestetto di Gillespie e Parker al Billy Berg's di Hollywood, per il primo concerto bebop sulla West Coast. Nel 1946 registra con Gillespie altri futuri classici:Dynamo A, 'Round Midnight, Night in Tunisia e One Bass Hit, Part I. Diviene così uno degli interpreti più importanti della scena bebop e uno degli accompagnatori più richiesti. Suona con Ben Webster, Coleman Hawkins, Eddie Lockjaw Davis. Tra il 1948 e il 1950, è con Parker nel quintetto che vede tra i suoi membri anche Miles Davis e Max Roach. Tra il 1949 e il 1951 è con Stan Getz e prende parte alla prima sessione delle registrazioni di Birth of the Cool col nonetto di Mies Davis: segue un lungo periodo di oscurità e quasi inattività, interrotto da un periodo in California nel 1952. Nel 1954 è con Chet Baker e nuovamente con Gillespie (1956-1957), poi con René Thomas (1958, in tournée a Montréal). Tra il 1960 e il 1980 la sua carriera di concertista si svolge principalmente come solista nei locali di New York, salvo che per un concerto con Jimmy Raney alla Carnegie Hall nel 1974 e qualche altra occasione con il sestetto Be-Bop Reunion di Gillespie. Nel 1968 affronta anche una penosa traversia personale:
(Downbeat, 7 agosto 1969)
Nel 1970 la sua figura conobbe una rinnovata popolarità ed ebbe così l'occasione di effettuare numerose registrazioni in trio per Spotlite, Interplay, SeaBreeze e Choice. Tra il 1977 e il 1980 fu in tournée in Europa.
Al Haig morì a causa di un attacco cardiaco nella sua casa di Manhattan, a New York, il 16 novembre 1982.

## Lo stile
Assieme a Bud Powell, Haig fu il pianista che meglio si adattava alla musica di Gillespie e Parker. Caratteristico del suo stile è il dialogo tra la mano sinistra e la mano destra, in cui alla mano sinistra è affidato un compito di commento (si ascolti Visa, con Parker), e gli improvvisi cambiamenti di dinamica. Nelle ballad si sente l'influenza di Cy Walter, un pianista che gli piaceva molto. Haig riarmonizzò diversi standard (On The Alamo, Indian Summer, con Stan Getz), rifacendo, a modo suo, quello che Teddy Wilson, aveva già fatto negli anni 1930. Tra i molti musicisti da lui influenzati si possono citare Hank Jones e Jimmy Raney.

## Curiosità
- Il processo per l'omicidio della seconda moglie di Haig (che lo vide imputato) avrebbe potuto essere una specie di ribalta di jazzisti. Secondo la prima moglie di Haig, Grange Rutan (nota come "Lady Haig"), Bonnie Jean Maude Gallagher, la seconda moglie di Haig, fu trovata morta nella casa che divideva col marito al numero 999 Valley Road nel quartiere Montclair Heights della città di Clifton.

(Un testimone dell'epoca, da )
L'ex signora Haig ha scritto un libro sul caso, intitolato "Death of a bebop wife" (Morte di una moglie bebop), pubblicato nel 2007.

## Discografia Parziale
Come Leader
- 1949: Highlights in Modern Jazz: Al Haig
- 1954: The Al Haig Trio Esoteric
- 1954: Al Haig Trio
- 1954: Al Haig Quartet
- 1965: Al Haig Today!
- 1974: Invitation
- 1977: Ornithology
- 1980: Blue Manhattan
- 1982: Bebop Live

Collaborazioni
- Out Of Nowhere (con C. Parker, 1948)
- The Song Is You (con S. Getz, 1950)
- Opus Caprice (con S. Getz, 1950)
- Summertime (con S. Getz, 1976)
- I Remember Bebop (con S. Getz, 1977)
- Inner City (antologico, 1980)